# Robert Haab
Pour les articles homonymes, voir Haab.
Robert Haab, né le 8 août 1865 à Wädenswil (originaire du même lieu) et mort le 15 octobre 1939 à Zurich, est un homme politique suisse, membre du Parti radical-démocratique (PRD). Il est conseiller fédéral de 1918 à 1929, à la tête du Département des postes et des chemins de fer, et président de la Confédération en 1922 et 1929.

## Parcours politique
Il est élu au Conseil fédéral le 13 décembre 1917 (46e conseiller fédéral de l'histoire) et réélu à quatre reprises (11 décembre 1919, 14 décembre 1922, 17 décembre 1925 et 13 décembre 1928).
Il est élu président de la Confédération le 8 décembre 1921 pour l'année 1922 et le 13 décembre 1928 pour l'année 1929.